# Thomas O. H. Kaiser
Thomas Otto Hermann  Kaiser, geborener Müller (* 18. März 1963 in Stadtoldendorf) ist ein deutscher evangelischer Theologe, Pfarrer der Evangelischen Landeskirche in Baden und Autor.

## Leben
Kaiser wurde 1963 im Weserbergland geboren. Nach dem Studium der Theologie und Philosophie in Heidelberg und Forschungsaufenthalten in Japan, Südkorea und Südafrika promovierte er zum Dr. theol. bei Wolfgang Huber mit einer Arbeit zum Beitrag der Kirchen zur Versöhnung in Südafrika. 1998 wurde er Pfarrer in der Kirchengemeinde Kadelburg. 2008 wechselte er in die Kirchengemeinde Klettgau.
Kaiser ist verheiratet und hat vier Kinder.

## Veröffentlichungen (Auswahl)
- Versöhnung in Gerechtigkeit. Neukirchener Verlag, Neukirchen-Vluyn 1996.
- mit Andrea Kaiser: Kirche von morgen denken. GTB, Gütersloh 2000.
- mit Andrea Kaiser: Gott und Mensch. Kohlhammer, Stuttgart 2001.
- mit Volker Erbacher, Andrea Kaiser: „Wenn das Geld im Kasten klingt ...“ – die Kirche und das Geld. Kohlhammer, Stuttgart 2003.